# 雷薩卡 (喬治亞州)
雷薩卡（英語：Resaca）是一個位於美國喬治亞州戈登縣的城市。

## 地理
雷薩卡的座標為34°34′45″N 84°56′38″W / 34.57917°N 84.94389°W，而該地的平均海拔高度為196米（即643英尺）。

## 人口
根據2010年美國人口普查的數據，雷薩卡的面積為7.30平方千米，當中陸地面積為7.10平方千米，而水域面積為0.20平方千米。當地共有人口544人，而人口密度為每平方千米74.52人。